# 타마왈라비
타마왈라비(Macropus eugenii)는 캥거루과에 속하는 캥거루속 유대류의 일종이다. 오스트레일리아의 사우스오스트레일리아 주와 웨스턴오스트레일리아 주에서 발견된다. 유럽 식민지인의 유입 이후 지리적 분포 범위가 심각하게 줄어들었으며 타마왈라비는 그 줄어든 지역 안에서 흔하게 발견되며 국제 자연 보전 연맹(IUCN)이 "관심대상종"(LC, Least Concern Species)로 지정하고 있다. 뉴질랜드에 도입되었고, 이전에 사라졌던 오스트레일리아 일부 지역에 재도입되었다. 웨스턴오스트레일리아 주 캥거루 섬과 사우스오스트레일리아 대륙의 타마왈라비는 두개골 구조가 차이가 나며, 별도의 개체군으로 간주하거나 다른 아종으로 추정하고 있다.
몸집은 대략 래빗 크기로 캥거루속에 속하는 왈라비 중에서 가장 작다. 털은 대체적으로 회색을 띤다. 뜀뒤기를 할 때 에너지를 유지하는 능력, 색채 지각과 바닷물을 먹을 수 있는 능력을 포함하여 여러 가지 뛰어난 적응력을 갖고 있다. 야행성 동물의 일종으로 초원 서식지에서 밤 시간을 보내고, 낮 시간에는 관목 지대에서 지낸다. 또한 풀을 뜯는 초식 동물로 성적으로 자유분방한 계절성 짝짓기를 한다. 암컷 타마왈라비는 자궁에 태아를 임신한 채, 유대낭에서 새끼를 기른다. 유대류 그리고 일반적인 포유류 연구에 이용되는 모델 생물이다. 지놈 분석이 이루어진 생물 중 하나이다.
천적은 딩고, 여우, 대형맹금류 다.